# Беленський міст
Беленський міст (болг. Беленски мост) — арковий міст над річкою Янтрою поряд з містом Бяла в Русенській області Болгарії.  Вважається одним із видатних досягнень болгарської архітектури.
Побудований в 1865—1867 роках архітектором Колю Фічето за наказом Мідхат-паши.  При побудові використовувались місцеві матеріали — гіпс і вапняк. В 1897 році міст постраждав від повені, в результаті якого були зруйновані 8 центральних пролетів довжиною 130 м. Підчас реконструкції 1922—1923 рр. зруйновані арки були побудовані із залізобетону.
Міст — арковий, длвжиною 276 м і шириною 6 м. Арки прикрашені рельєфними зображеннями тварин. Беленський міст зараз є пішохідним. Поряд побудована нова автомобільна переправа.